# Russell Targ
Russell Targ, né le 11 avril 1934, est un scientifique dans la technologie des lasers et auteur d'ouvrages traitant des perceptions extrasensorielles (PES). Il s'est principalement spécialisé dans la recherche à caractère scientifique sur la vision à distance (remote viewing en anglais) qui inclut l'idée d'une conscience non-locale affranchie du temps et de l'espace. Ses travaux sur les PES font l'objet de critiques sur leur approche pseudo-scientifique et leur manque de rigueur.

## Biographie
Il est né à Chicago le 11 avril 1934, la même ville de naissance que ses parents issus d'une famille d'émigrés juive venant de Cracovie en Pologne. Son père, William Targ, était un éditeur américain qui jouissait d'une certaine notoriété dans son domaine. Il édita notamment le roman de Mario Puzo, le Parrain qui fut adapté par Francis Ford Coppola pour le cinéma.

## Recherches dans le domaine des perceptions extra-sensorielles

### Vision à distance
Le terme de vision à distance a été inventé par Russel Targ et Harold Puthoff travaillant alors comme chercheurs au Stanford Research Institute, pour le différencier de la clairvoyance,. Ils étudient plusieurs sujets dont Joseph McMoneagle. Deux autres sujets, Ingo Swann et Harold Sherman, affirment avoir visité à distance Mercure et Jupiter, et selon Targ et Puthoff, leur description correspondrait assez bien aux observations faites par les sondes Mariner 10 et Pioneer 10. Pourtant Swann a prétendu avoir vu une chaîne de montagnes de 30 000 pieds de haut sur Jupiter, ce qui est impossible.
Les psychologues David Marks et Richard Kammann ont tenté de reproduire les expériences de vision à distance faites par Russell Targ et Harold Puthoff dans les années 1970. Dans une série de trente-cinq études, ils ont été incapables de reproduire les résultats selon la procédure expérimentale originale. Ils ont découvert que les notes données aux juges des expériences de Targ et Puthoff contenaient des indications sur l'ordre selon lequel elles ont été réalisés (comme se référant à deux cibles d'hier, ou il y avait la date de la session écrite en haut de la page). Ils ont conclu que ces indices étaient la raison de taux de succès élevés de l'expérience,. Selon Terence Hines: « Targ et Puthoff ont refusé constamment d'autoriser Marks et Kammann de voir les copies des relevés de notes. Marks et Kammann ont été cependant en mesure d'obtenir des copies des relevés de notes du juge qui les a utilisés. Les transcriptions regorgeaient d'indices. »

## Critique
Pour les scientifiques garants du scepticisme scientifique, les travaux de Russel Targ et de Harold Puthoff sur la vision à distance sont considérés comme une pseudo-science,. Leur manque de rigueur a également été critiqué,. Aucune des expériences les plus récentes, si conduite dans des conditions maîtrisées correctement, n'a montré de résultats positifs,,.

### Ouvrages de l'auteur
- Do You See What I See?: Memoirs of a Blind Biker. Éd. Hampton Roads Publishing, 2010.  (ISBN 9781612830070)
- L'esprit sans limites. Éd. J'ai lu, 2014.  (ISBN 9782290086186)[N 3]
- Perceptions extrasensorielles: Quand un scientifique prouve la réalité des facultés parapsychiques. Éd. Tajectoire, 2014.  (ISBN 9782841976454)[N 4]

### Ouvrages co-écrits
- Russell Targ, Harold Puthoff. Aux confins de l'esprit, une étude expérimentale sur les phénomènes paranormaux. Éd. Albin Michel, 1978.  (ISBN 9782226006387)
- Russell Targ, Jane Katra. Miracles of Mind: Exploring Nonlocal Consciousness and Spiritual Healing. Éd. New World Library, 2010.  (ISBN 9781577312628)

### Articles
Laser et électo-optique
- P. Rabinowitz, S. Jacobs, R. Targ, G. Gould. "Homodyne detection of phase-modulated light". Proceedings of the IEEE, Correspondance, 1962.

Remote viewing
- Russell Targ, Harold Puthoff. Information transmission under conditions of sensory shielding. Article publié dans Nature, vol. 251, 18 octobre 1974, pages 602 à 607. doi:10.1038/251602a0